# 马蹄海滩 (佛罗里达州)
马蹄海滩（英語：Horseshoe Beach），是美国佛罗里达州迪克西縣下属的一座城镇。建立于1963年。面积约为0.6平方公里（约合0.2平方英里）。根据2010年美国人口普查，该市有人口180人。论人口在本州排行第399。